# Digimon Frontier
Digimon Frontier (jap. デジモンフロンティア Dejimon Furontia) – czwarty serial anime o Digimonach. W Japonii Digimon Frontier zadebiutowały 7 kwietnia 2002 roku a premierowa emisja trwała do 30 marca 2003 roku na antenie Fuji TV.
Tak jak w przypadku poprzednich sezonów tak i w tym w USA serial został nieco ocenzurowany. Wycięto drastyczne i brutalne sceny oraz zmieniono treść niektórych dialogów. W USA serial zadebiutował 4 września 2002 roku na antenie Jetix.
Digimon Frontier tak jak w przypadku Digimon Adventure 02, Digimon Tamers i późniejszych sezonów nie zostało wyemitowane na terenie Polski.

## Streszczenie fabuły
Główną rolę w całej serii odgrywa „Spirit Evolution”. Digiwybrańcy przenoszą się do Digiświata, i nie mają Digimonów, lecz sami się w nie zmieniają. Ich telefony zmieniają się w D-Tectory. W Digiświecie podróżują poprzez Trailmona.

## Bohaterowie

### Główne postacie
- Takuya Kanbra − potrafi zmieniać się w Agnimona i Vritramona. Lider ekipy.
- Kouji Minamoto − potrafi zmieniać się w Wolfmona i Garmmona. Samotny wilk, brat bliźniak Kouichiego.
- Izumi Orimoto − potrafi się zmieniać w Fairymona i Shutumon. Jedyna dziewczyna wśród Frontierów.
- Tomoki Himi − potrafi zmieniać się w Chakkumona i Blizzarmona. Najmłodszy Frontier.
- Junpei Shibiyama − potrafi zmieniać się w Blitzmona i Bolgmona. Jest najstarszy ze wszystkich Frontierów, jako pierwszy pokonał Legendarnego Wojownika.
- Kouichi Kimura − potrafi zmienić się w Löwemona i Kaiser Löwemona. Wcześniej był zły i mógł zmieniać się w Duskmona i Velgemona, jednak przeszedł na stronę Digi Wybrańców. Dowiedział się od swojej babki, że ma brata bliźniaka, Koujiego.

### Drugoplanowe
- Bokomon
- Neemon
- Patamon
- Legendarni Wojownicy:
  - AncientGreymon (film) – ogień.
  - AncientGarurumon (film) – światło.
  - AncientBeetlemon – elektryczność.
  - AncientKazemon – powietrze.
  - AncientMegatheriumon – lód.
  - AncientSphinxmon – ciemność.
  - AncientVolcamon – ziemia.
  - AncientTroiamon – las.
  - AncientMermaimon – woda.
  - AncientWisemon – stal.
- Sorcermon (13,44)
- Źli Legendarni Wojownicy:
  - Grumblemon / Gigasmon (5-14).
  - Arbormon / Petaldramon (12-20).
  - Ranamon / Calmarmon (12-26).
  - Mercurymon / Sakkakumon

### Wrogowie
- Lucemon (37-50): Pokonany przez Legendarnych Wojowników, wkrótce potem przez Susanoomona, niestety Lucemon przemienił się w Lucemona Satan Mode i Lucemona Larvę.
  - Królewscy Rycerze (37-47): Wysłannicy Lucemon'a.
    - Dynasmon: Pokonany został przez EmpeorGreymona, i jego kod został wchłonięty przez Lucemona.
    - Crusadermon: Pokonana została przez MagnaGarurumona, jej kod został wchłonięty przez Lucemona.
- Duskmon/Velgemona (12-32): Pokonany został dzięki Aldamona i Beowolfmona.
- Murmuxmon (film): przybrał postać D’Arcmona i HippoGryphomona. Zabity przez Agnimona.
- Onismon (film): Zabity przez AncientGreymona i AncientGarurumona.

### Rodzina
- Yuriko & Hiroaki Kanbara: Mama i Tata Takui.
- Shinya Kanbara: Brat Takui.
- Kousei Minamoto: Ojciec Kouichiego i Koujiego.
- Satomi Minamoto: Macocha Koujiego.
- Tomoko Kimura: Biologiczna matka Koujiego i Kouichiego.
- Yutaka Himi: Starszy brat Tommy’ego.

### Inne dzieci
- Katsuharu
- Teppei
- Chiaki
- Teruo

## Island of Lost Digimon
Siódmy film o cyfrowych stworkach – Digimonach. Grupa ląduje na wyspie, gdzie panuje zły Digimon – Murmuxmona, który chce obudzić legendarnego złego Digimona – Onismona. Ale zostają pokonani przez AncientGreymona, i AncientGarurumona.